# Gawriił Miasnikow
Gawriił Iljicz Miasnikow (ros. Гаврии́л Ильи́ч Мяснико́в, ur. 13 lutego?/25 lutego 1889 we wsi Bieriozowka w guberni kazańskiej, zm. 16 listopada 1945 w Moskwie) – rosyjski rewolucjonista, publicysta, funkcjonariusz Czeki.

## Życiorys
W 1900 ukończył 4 klasy szkoły rzemieślniczej, pracował jako ślusarz w fabryce armat w Permie, w maju 1905 wstąpił do partii eserowskiej, z której we wrześniu 1905 wystąpił. W 1906 wstąpił do partii bolszewickiej SDPRR, 10 czerwca 1906 został aresztowany przez carskie władze i skazany na 2 lata i 8 miesięcy katorgi zamienione na zesłanie do wschodniej Syberii, skąd w 1908 zbiegł. W 1909 został ponownie aresztowany (pod fałszywym nazwiskiem Agapit Miaczkow), 1910 ponownie zbiegł, w grudniu 1910 aresztowany po raz trzeci (po fałszywym nazwiskiem Nestor Popow), 1911 zwolniony z aresztu pod nadzór policji, skąd zbiegł. W 1913 aresztowany po raz czwarty (w Baku) i skazany na 6 lat katorgi w więzieniu w Orle, 16 marca 1917 amnestionowany po rewolucji lutowej, wrócił do Permu i został tam przewodniczącym Rady Motowilichińskiej i przewodniczącym Komitetu Wykonawczego Rady Deputatów Robotniczych, a następnie członkiem WCIK i komisarzem dywizji. W 1918 był zastępcą przewodniczącego permskiej gubernialnej Czeki, pełniąc to stanowisko w nocy z 12 na 13 czerwca 1918 zamordował wielkiego księcia Michała, brata cara Mikołaja II. Od marca do grudnia 1920 zajmował stanowisko przewodniczącego permskiego gubernialnego komitetu RKP(b). 20 lutego 1922 wykluczony z partii bolszewickiej, został zastępcą dyrektora fabryki zbrojeniowej w Permie, następnie na krótko aresztowany przez GPU za podpisanie deklaracji opozycji robotniczej Dwudziestu Dwóch; w areszcie ogłosił głodówkę.
W maju 1923 aresztowany w Moskwie i tajnie wysłany samolotem do Berlina jako opozycjonistę i autora "Manifestu Grupy Robotniczej RKP(b)", później współpracował w Berlinie z "lewicowcami". W listopadzie 1923 wrócił do Moskwy, gdzie ponownie został aresztowany, w areszcie ogłosił głodówkę i usiłował popełnić samobójstwo, został skazany na 3 lata więzienia, wiosną 1927 wypuszczony. Po opuszczeniu więzienia został zesłany do Erywania, gdzie napisał broszurę "Następne Oszustwo", a 7 listopada 1928 uciekł do Persji, następnie od kwietnia 1929 do kwietnia 1930 przebywał w Turcji, później we Francji, gdzie pracował jako dziennikarz i publicysta, później ślusarz w fabryce. 23 czerwca 1941 został aresztowany w Paryżu przez gestapo, 1942 zbiegł do nieokupowanej wówczas przez Niemcy Tuluzy, jednak w 1943 został aresztowany i następnie uwięziony w Vichy pod zarzutem terroryzmu; wówczas zwrócił się do amerykańskiego konsula z prośbą o wzięcie pod swoją protekcję. Został skierowany do obozu koncentracyjnego w rejonie Tuluzy, skąd w sierpniu 1943 zbiegł, zamieszkał w Paryżu pod cudzymi dokumentami. Po wyzwoleniu Paryża w sierpniu 1944 pracował jako ślusarz w fabryce; otrzymał wówczas propozycję od ambasady ZSRR propozycję powrotu do ojczyzny, co uczynił 18 grudnia 1944. Jednak 17 stycznia 1945 został aresztowany przez NKWD i poddany śledztwu, a 24 października 1945 skazany przez Wojskowe Kolegium Sądu Najwyższego ZSRR na karę śmierci przez rozstrzelanie; wyrok wykonano 16 listopada 1945. Pośmiertnie, 25 grudnia 2001 został zrehabilitowany przez władze Federacji Rosyjskiej.